# Julen Mendoza
Julen Mendoza Pérez (Rentería, Guipúzcoa, 2 de octubre de 1978) es un abogado y político español. Ha sido técnico de urbanismo del Ayuntamiento de Pasajes y alcalde de Rentería de 2011 a 2019.
Contribuyó al proceso de paz del País Vasco organizando diferentes actos de encuentro durante su tiempo como alcalde, llegando incluso a pedir perdón a las víctimas de ETA por el daño causado.

## Elecciones disputadas
| Elecciones                     | Candidatura                                    | Puesto | Resultado |
| ------------------------------ | ---------------------------------------------- | ------ | --------- |
| Elecciones municipales de 2011 | Bildu/Eusko Alkartasuna/Alternatiba Eraikitzen | 1      | Electo    |
| Elecciones municipales de 2015 | EH Bildu                                       | 1      | Electo    |